# Mauberme
El pico de Mauberme es un pico de los Pirineos con una altitud 2880 metros, situado en la frontera entre España y Francia.

## Descripción
El pico de Mauberme está situado en la cadena montañosa que limita la zona norte del Valle de Arán en la provincia de Lérida (España) con la zona sur del cantón de Castillon-en-Couserans en el Departamento de Arieja (Francia). Es uno de los mayores picos y con mejores vistas del valle de Arán, siendo el pico con más altura situado en la frontera que limita el norte del Valle de Arán con el sur de Francia.

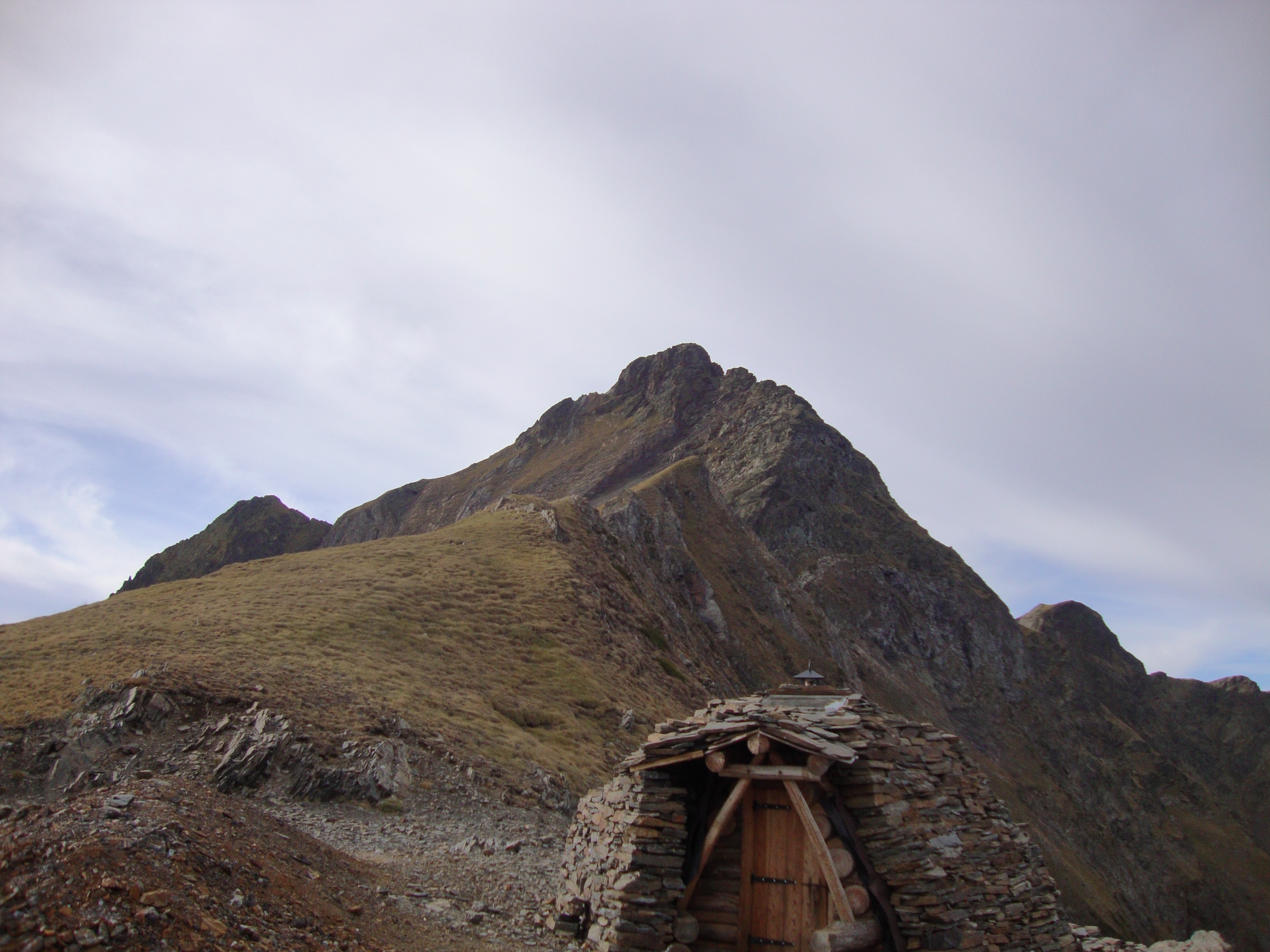
Pico de Mauberme desde el puerto de Urets

El acceso desde el Valle de Arán al pico de Mauberme se puede realizar partiendo de la población de Bagerque siguiendo por una pista forestal que discurre paralela al río Uñola hasta el Plan deth Horn, a partir de aquí se realiza la ascensión a pie pasando por el lago de Montoliu (2373 m) hasta llegar a la cima.
En las proximidades del pico de Mauberme en la zona aranesa se encuentran varios picos, entre los que destacan el pico de Ome (2732 m), Tuc des Crabes (2580 m) y Tuc de Montoliu (2691 m). Al NE del lago de Montoliu se encuentran las minas abandonadas Deth Pòrt d'Urets (2536 m).

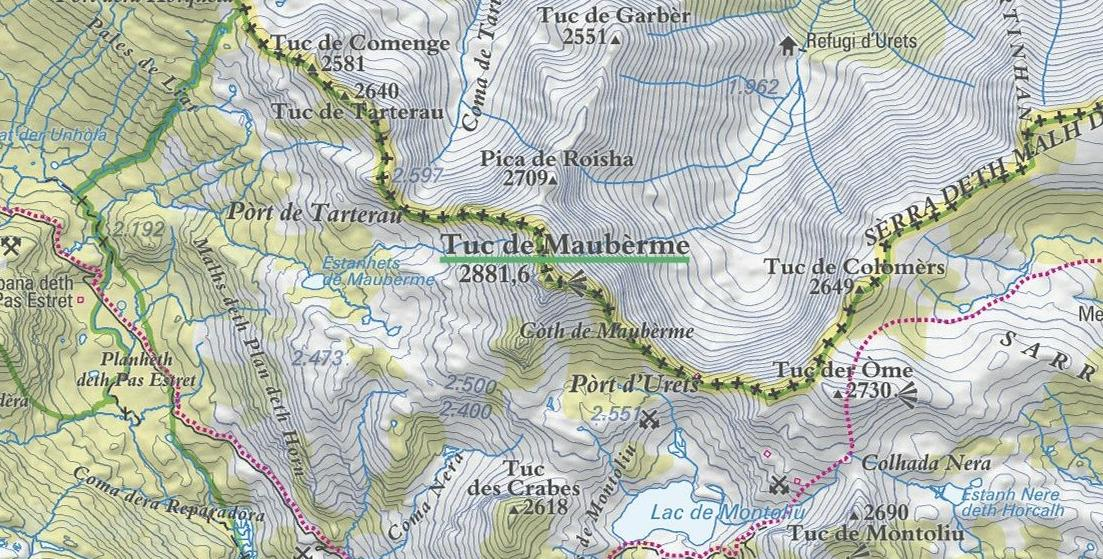
Plano topográfico 1:50.000 del Tuc de Mauberme

En la zona francesa más próxima al pico de Mauberme destacan los picos del pico de Garbèr (2551 m) y el pico de Pica Roisha (2709 m), el ascenso por la vertiente francesa se realiza partiendo del valle de Biros siguiendo el sendero paralelo al río Urets, próximo a esta corriente siguiendo la ascensión al pico se encuentra el Refugio de Urets a 1940 m.

## Fauna
En el macizo del Mauberme se encuentra el 90 % del área distribución de la lagartija aranesa (Iberolacerta aranica), endémica del Pirineo central.